# Aloe chabaudii
Aloe chabaudii é uma espécie de liliopsida do gênero Aloe, pertencente à família Asphodelaceae.